# Liste der Mitglieder der American Academy of Arts and Sciences/1974
Im Jahr 1974 wählte die American Academy of Arts and Sciences 150 Personen zu ihren Mitgliedern.

## Neugewählte Mitglieder
- Anatole Abragam (1914–2011)
- Irma Glicman Adelman (1930–2017)
- Stephen Louis Adler (* 1939)
- Clarence Roderic Allen (1925–2021)
- Harold Amos (1919–2003)
- Theodore Wilbur Anderson (1918–2016)
- Noel Gilroy Annan (1916–2000)
- Richard Chatham Atkinson (* 1929)
- Carl Abraham Auerbach (1915–2016)
- Robert John Aumann (* 1930)
- W. Gerald Austen (1930–2022)
- Milton Byron Babbitt (1916–2011)
- Ernst Badian (1925–2011)
- Ralph Alger Bagnold (1896–1990)
- David Baltimore (* 1938)
- John Simmons Barth (1930–2024)
- David Robert Bates (1916–1994)
- Ronald Percy Bell (1907–1996)
- Elias Joseph Bickerman (1897–1981)
- James Daniel Bjorken (1934–2024)
- Harold Charles Bold (1909–1987)
- George Edward Pelham Box (1919–2013)
- Daniel Joseph Branton (* 1932)
- Charles David Breitel (1908–1991)
- Orville Gilbert Brim junior (1923–2016)
- Victor Henri Brombert (1923–2024)
- Edgar Henry Brown (1926–2021)
- Jean Louis Bruneau (1922–2003)
- Norman Lee Cahners (1914–1986)
- Alexander Kirkland Cairncross (1911–1998)
- Harold Garnet Callan (1917–1993)
- Alastair Graham Walter Cameron (1925–2005)
- Henri Cartier-Bresson (1908–2004)
- Owen Chamberlain (1920–2006)
- Merrill Wallace Chase (1905–2004)
- Herman Chernoff (* 1923)
- Barton Childs (1916–2010)
- John Leonard Clive (1924–1990)
- Leon Neil Cooper (1930–2024)
- Richard Newell Cooper (1934–2020)
- Allan Verne Cox (1926–1987)
- David Roxbee Cox (1924–2022)
- William Garfield Dauben (1919–1997)
- William Theodore de Bary (1919–2017)
- Mary Margaret Douglas (1921–2007)
- Frank Donald Drake (1930–2022)
- Mildred Spiewak Dresselhaus (1930–2017)
- Richard James Duffin (1909–1996)
- Samuel Eilenberg (1913–1998)
- Robert Carl Elliott (1914–1981)
- Paul Erdos (1913–1996)
- Leo Esaki (* 1925)
- Richard Ettinghausen (1906–1979)
- Richard Francis Fenno (1926–2020)
- Charles Albert Ferguson (1921–1998)
- Robert W. Floyd (1936–2001)
- Willis H. Flygare (1936–1981)
- Heinz Ludwig Fraenkel-Conrat (1910–1999)
- Gerhart Friedlander (1916–2009)
- Paul McDonald Fye (1912–1988)
- Richard Newton Gardner (1927–2019)
- Alexander Lawrence George (1920–2006)
- Ivar Giaever (1929–2025)
- Sheldon Lee Glashow (* 1932)
- Timothy Henshaw Goldsmith (* 1932)
- Robert Alan Good (1922–2003)
- Mary Rosamund Haas (1910–1996)
- Frank Horace Hahn (1925–2013)
- Gordon G. Hammes (* 1934)
- Harold John Hanham (* 1928)
- Denys Hay (1915–1994)
- Elinor Raas Heller (1904–1987)
- Louis Henkin (1917–2010)
- Robert Lee Hill (1928–2012)
- Robert Aubrey Hinde (1923–2016)
- Jaakko J. Hintikka (1929–2015)
- Henry Max Hoenigswald (1915–2003)
- John Rusten Hogness (1922–2007)
- Heinrich Dieter Holland (1927–2012)
- John Hollander (1929–2013)
- Berthold Karl Hölldobler (* 1936)
- Francis Clark Howell (1925–2007)
- Frank Matthew Huennekens (* 1923)
- Ada Louise Huxtable (1921–2013)
- Dell Hathaway Hymes (1927–2009)
- Harold Robert Isaacs (1910–1986)
- Irving Lester Janis (1918–1990)
- Brian D. Josephson (* 1940)
- Jacob Katz (1904–1998)
- Spurgeon Milton Keeny (1924–2012)
- David Morris Kipnis (1927–2014)
- Warner Tjardus Koiter (1914–1997)
- Rudolf Kompfner (1909–1977)
- Hilary Koprowski (1915–2013)
- Robert Paul Kraft (1927–2015)
- Robert Neil Kreidler (1929–1992)
- Hans Herman Landsberg (1913–2001)
- Emmanuel Bernard Le Roy Ladurie (1929–2023)
- John Grimes Linvill (1919–2011)
- Richard Lowenthal (1908–1991)
- Eleanor Emmons Maccoby (1917–2018)
- Denis Mack Smith (1920–2017)
- James Gardner March (1928–2018)
- Steven Marcus (1928–2018)
- John McCarthy (1927–2011)
- Leonard B. Meyer (1918–2007)
- Jacob Mincer (1922–2006)
- Kurt Martin Mislow (1923–2017)
- William Gamwell Moulton (1914–2000)
- Charles Muscatine (1920–2010)
- Carl Adam Johan Nordenfalk (1907–1992)
- Gustav Joseph Victor Nossal (* 1931)
- Michael Joseph Oakeshott (1901–1990)
- John Arthur Passmore (1914–2004)
- Alan Jay Perlis (1922–1990)
- Franklin Paul Peterson (1930–2000)
- George Polya (1887–1985)
- Frank William Putnam (1917–2006)
- Andries Querido (1912–2001)
- Sarah Ratner (1903–1999)
- Peter Adolf Reichard (1925–2018)
- Eugene Franklin Rice (1924–2008)
- Audrey Isabel Richards (1899–1986)
- Emeline Hill Richardson (1910–1999)
- Charles Rosen (1927–2012)
- Harry Rubin (1926–2020)
- Malvin Avram Ruderman (1927–2024)
- Donald Wayne Seldin (1920–2018)
- Ihor Ševčenko (1922–2009)
- Igor R. Shafarevich (1923–2017)
- Martin Mathew Shapiro (* 1933)
- Lloyd Stowell Shapley (1923–2016)
- Eleanor Bernert Sheldon (1920–2021)
- Otto Thomas Solbrig (1930–2023)
- Michael Ira Sovern (1931–2020)
- Jean Isaac Starobinski (1920–2019)
- David Wilson Talmage (1919–2014)
- Peter Matthew Hillsman Taylor (1917–1994)
- Nikolai Vladimirovich Timofeeff-Ressovsky (1900–1981)
- Alar Toomre (* 1937)
- Sidney Udenfriend (1918–1999)
- Richard Henry Ullman (1933–2014)
- William Spencer Vickrey (1914–1996)
- Ezra Feivel Vogel (1930–2020)
- Torkel Weis-Fogh (1922–1975)
- Maurice Vincent Wilkes (1913–2010)
- James Hardy Wilkinson (1919–1986)
- Howard Guy Williams-Ashman (1925–2004)
- Arthur McCandless Wilson (1902–1979)
- Robert Walter Zwanzig (1928–2014)